# Anzjelika Gavrilova
Anzjelika Anatoljevna Gavrilova (Russisch: Анжелика Анатольевна Гаврилова) (Nur-Sultan, 14 april 1978) is een Kazachs langebaanschaatsster.
In 1992 nam Gavrilova voor Kazachstan deel aan de Olympische winterspelen van Salt Lake City. Hier reed zij de 1500 meter en 3000 meter.
Gavrilova werd drie maal nationaal kampioene allround van Kazachstan.

## Records

### Persoonlijke records[3]
| Afstand    | Tijd    | Datum            | Baan           |
| ---------- | ------- | ---------------- | -------------- |
| 500 meter  | 40,95   | 15 januari 2005  | Calgary        |
| 1000 meter | 1.19,80 | 22 januari 2005  | Salt Lake City |
| 1500 meter | 2.02,52 | 13 november 2005 | Calgary        |
| 3000 meter | 4.16,96 | 12 november 2005 | Calgary        |
| 5000 meter | 7.49,26 | 29 februari 2004 | Heerenveen     |